# Salom
Salom, anche Selyf, Solomanus e Solomon (attorno al 460), salì sul trono del Cerniw come, almeno sembra, successore del cugino Mark (inizi del VI secolo), forse ancora prima della morte di quest'ultimo.
Si conosce poco del suo regno, anche se viene ricordato come il capo militare supremo dei britanni. Era il figlio più giovane di re Erbin della Dumnonia e sposò Wenna, figlia di un principe irlandese che si era stabilito a Caer-Goch, vicino Mynyw. Tra i loro figli ci furono il famoso Cybi e, forse, Fracan e Cadfan. Il suo memoriale potrebbe essere individuato nella pietra recante l'iscrizione Chi-Rho che si trova a San Just in Penwith, che recita: "Selus riposa qui". Non va confuso con il nipote Salom Selevan.